# Ombo (Norvège)
Pour les articles homonymes, voir Ombo (homonymie).
Ombo est une  île habitée de la commune de Stavanger, dans le comté de Rogaland en Norvège, dans la mer du nord.

## Description

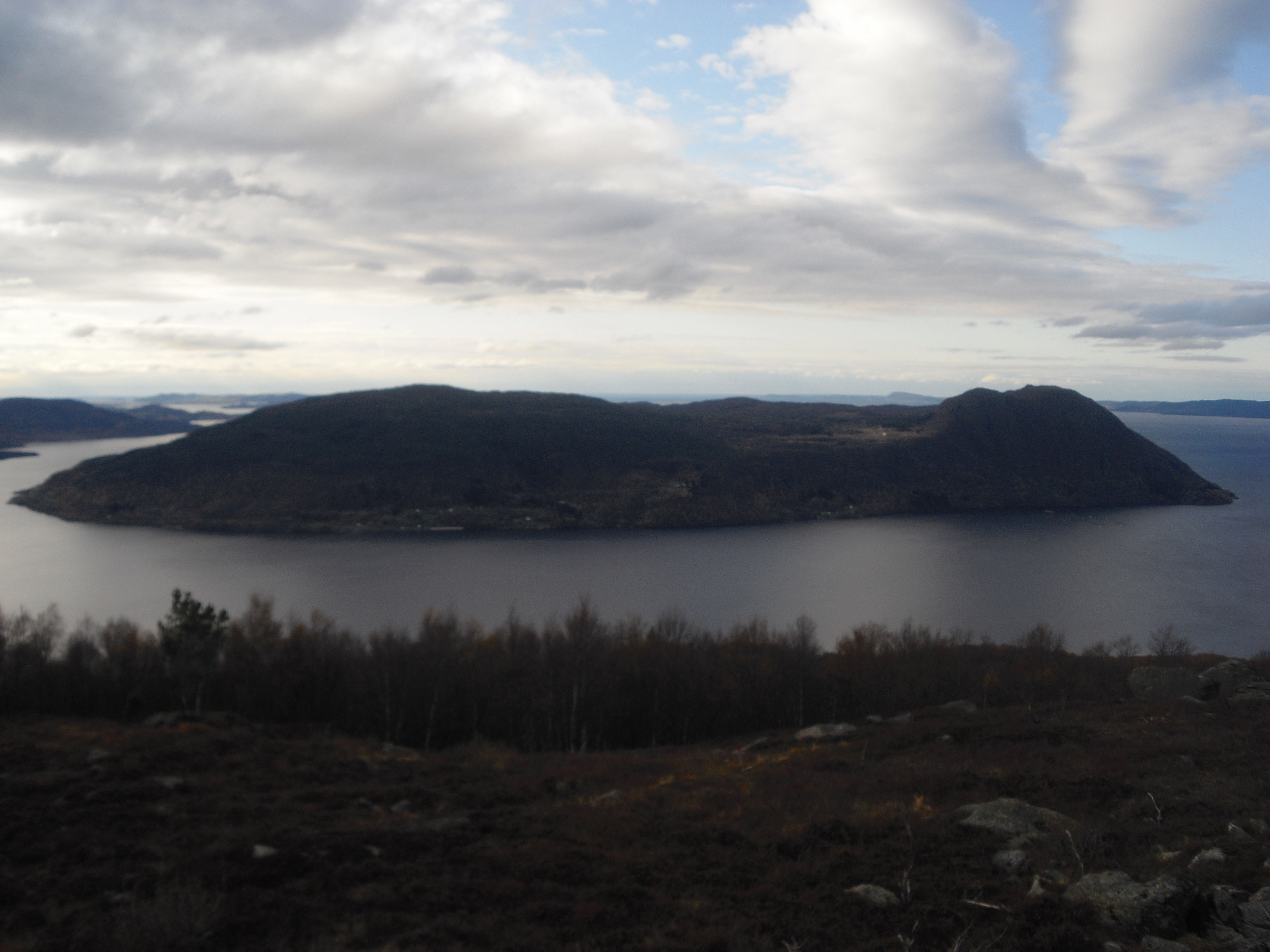
L'île Ombo

L'île de 57,7 km2 se trouve directement à l'est de l'archipel de Sjernarøyane. Elle est la plus grande île de la région du Ryfylke et la deuxième du comté de Rogaland.
Il y a plusieurs villages sur l'île, dont Jørstadvåg, Atlatveit et Eidssund dans la partie ouest de l'île et les villages de Tuftene, Skipavik, Skår et Vestersjø sont situés dans la partie sud-est de l'île. L'église de Jørstad est située dans le village de Jørstadvåg. L'île est la partie la plus au nord-est de la vaste municipalité de Stavanger, à près de 40 kilomètres de la ville de Stavanger, le centre administratif de la municipalité.

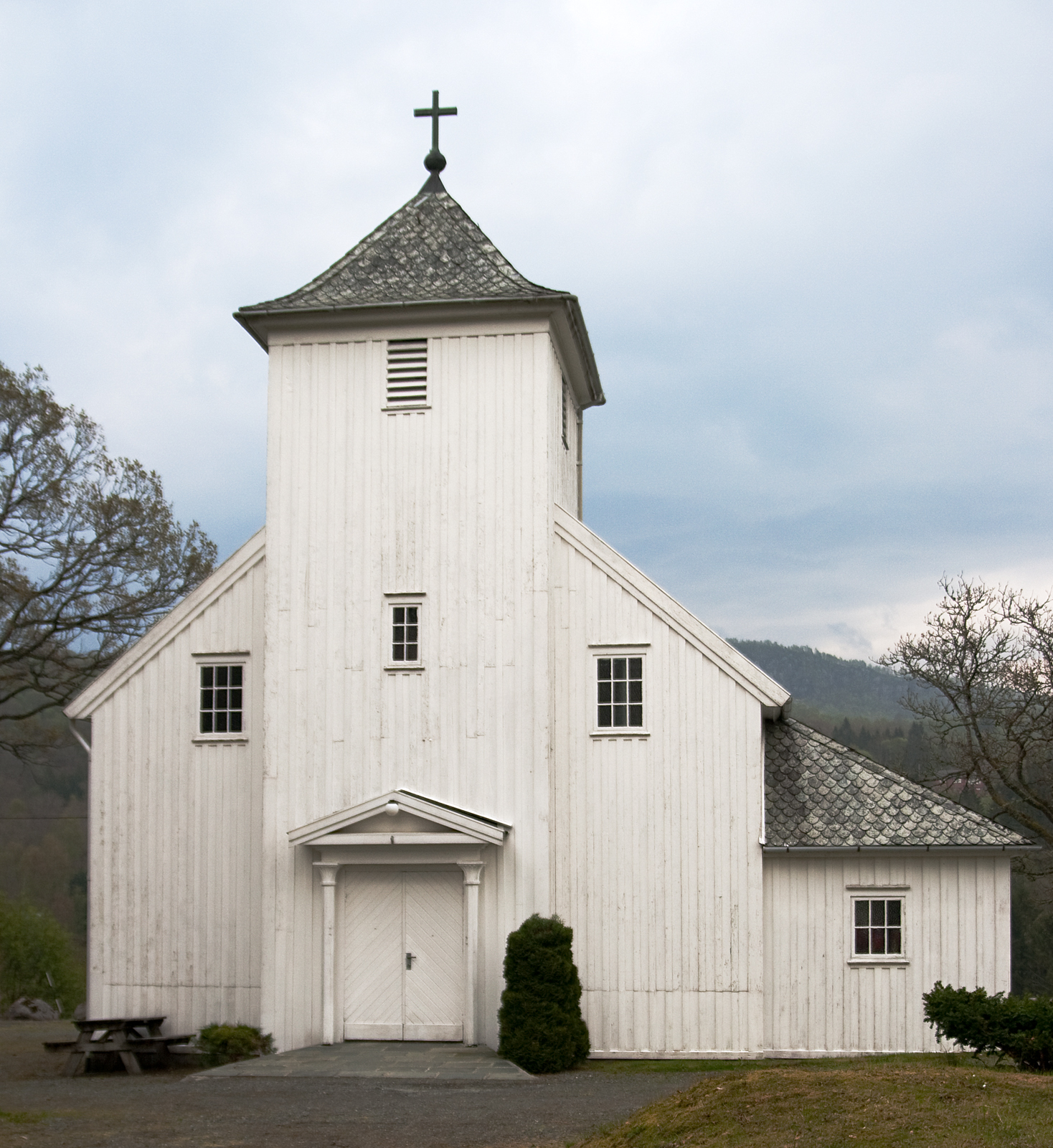
Eglise de Jorstad

Avant 2020, l'île était divisée entre les municipalités Hjelmeland et Finnøy. En 2020, l'île a rejoint la municipalité de Stavanger.
L'île se trouve à l'extrémité nord-est d'un grand groupe d'îles du Boknafjord. Ombo est située au nord des îles de Randøy et Halsnøya, au nord-est de l'île de Finnøy et à l'est de l'archipel de Sjernarøyane.
Il n'y a pas de liaisons routières extérieures vers Ombo qui n'est accessible que par bateau. Il existe des liaisons régulières en ferry qui s'arrêtent à Eidssund sur la côte ouest depuis Judaberg, Sjernarøyane, Nedstrand, Jelsa, Halsnøya et Fogn. Il existe également des liaisons régulières en ferry de Skipavik sur la côte est de l'île à Nesvik et Hjelmelandsvågen sur le continent.